# Pseudatemelia amparoella
Pseudatemelia amparoella é uma espécie de insetos lepidópteros, mais especificamente de traças, pertencente à família Lypusidae.
A autoridade científica da espécie é Vives, tendo sido descrita no ano de 1986.
Trata-se de uma espécie presente no território português.